# Chiesa dei Santi Tiburzio e Susanna (Bucine)
La chiesa dei Santi Tiburzio e Susanna è un edificio sacro che si trova in località Badia Agnano, a Bucine.

## Descrizione
La chiesa attuale corrisponde a quella dedicata alla Vergine dell'Abbazia camaldolese di Santa Maria, soppressa definitivamente durante l'epoca napoleonica. Probabilmente dell'inizio del XII secolo e più volte restaurata, l'edificio religioso conserva in gran parte le strutture romaniche originarie. La facciata, ristrutturata nella parte centrale, è rivestita da grandi lastre di arenaria montate a filari e presenta un portale architravato, sormontato da un arco acuto e da un oculo.
L'interno è stato restaurato nel 2003 quando si è provveduto a liberare il transetto destro da superfetazioni, e mostra la pianta a croce latina, una navata con transetto sporgente, conclusa da tre absidi ben distanziate e ricavate in gran parte nello spessore del muro. La copertura è costituita da capriate lignee e il paramento murario è in piccoli conci di pietra alberese. Non vi si conservano le opere d'arte antiche che erano pertinenti alla chiesa, ma solo un affresco cinquecentesco raffigurante San Rocco.